# Hády

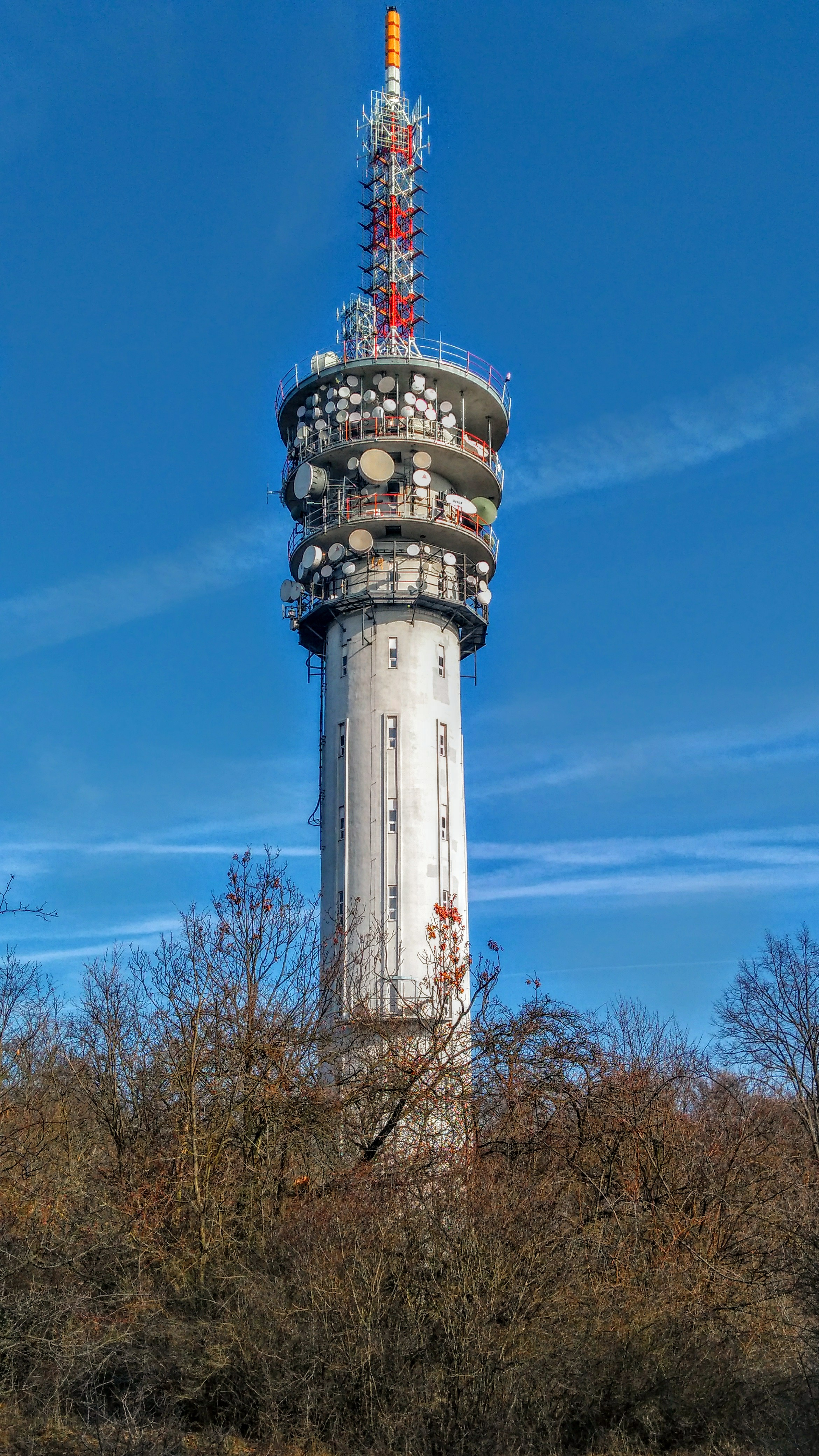
Vysílač na Hádech

Hády (424 m n. m.) jsou rozlehlý kopec na severovýchodním okraji Brna. Jedná se o jihozápadní výspu Moravského krasu. Samotný vrchol s věží stejnojmenného rozhlasového a televizního vysílače leží v katastrálním území obce Kanice, což činí z Hádů jeden z mála mimobrněnských vrchů, které jsou vidět i z centra Brna. Geologické podloží je budováno mj. devonskými (staršími) a jurskými (mladšími) vápenci. Celé jihozápadní úbočí je silně poznamenáno dřívější těžbou vápence v několika lomech. Dnes jsou Hády významnou brněnskou rekreační zónou s mnoha přírodně mimořádně cennými (geologickými, botanickými a entomologickými) lokalitami. Krajina severovýchodně od stěny hádeckého lomu je tvořena zalesněnou krasovou plošinou. Lesní porosty jsou zejména doubravy s příměsí habru, z křovin je zastoupen např. hloh a brslen.[kde?]

## Název
Název pochází z německého Heide – „planina“, což vystihuje charakter kopce z brněnské strany. Varianta Hadí kopec, vyskytující se na některých starých mapách, je jen druhotným počeštěním.

## Ochrana přírody
Hády jsou ekologicky velmi cenným územím, zejména pro svá teplomilná stepní a lesní společenstva a vzácné druhy často na severní hranici výskytu. Značná část hádeckého masivu je proto zvláště chráněna; konkrétně se jedná o území:
- národní přírodní rezervace Hádecká planinka, pokrývající vrcholovou plošinu
- přírodní památka Kavky, na zachovalých částech jihozápadního svahu nezasažených těžbou
- přírodní památka Velká Klajdovka, dtto
- evropsky významná lokalita Jižní svahy Hádů, jejíž součástí je Růženin lom, opuštěný jámový lom s částečně zatopeným dnem

## Přístup
Přes Hády vede žlutá turistická značka z Líšně na Šumberu. Jihovýchodně podél vrcholu vede silnice II/373 z Brna do Ochozi, po které jezdí autobusové linky IDS JMK 201 a 202 (zastávka Velká Klajdovka). Parkoviště pro automobily je nad hotelem Velká Klajdovka.
Ze západu vede na úbočí Hádů brněnská ulice Hády (čtvrť Maloměřice), po níž jezdí městská linka 64 na konečnou zastávku Červený písek.
Silnice a cesty v hádeckém lomu jsou veřejnosti vesměs přístupné (nikoli ale motorovým vozidlům), je však třeba dbát opatrnosti při pohybu ve složitém terénu a nevstupovat na lomové hrany a stěny.

## Turistické zajímavosti

### Rozhled
Z Hádů, zejména z jejich jihozápadní (brněnské) strany, se otevírají daleké výhledy do vzdálenosti desítek kilometrů. Je viditelná velká většina Brna včetně Petrova a Špilberku, dále pak na východě Vyškovská brána, Litenčické vrchy a Ždánický les (za ním při dobré viditelnosti i vrcholky Malých a Bílých Karpat), na jihu Výhon a za ním Pavlovské vrchy, rakouské Leiser Berge a za mimořádné dohlednosti i 170 km vzdálený Schneeberg v Alpách. Na jihozápadě až západě je pak vidět Bobravská vrchovina, Bučín, Kohoutovické lesy, Holedná, Podkomorské lesy.

### Naučné stezky
Masivem Hádů vedou dvě naučné stezky: NS Hády a údolí Říčky, jejíž úsek obkružuje vrcholovou plošinu, a NS Hádecké lomy a okolí, okruh jihozápadním svahem v prostoru bývalých lomů.

### Ekocentrum
V bývalém lomu Džungle na západní straně Hádů je provozováno Lamacentrum Hády, kde funguje ekocentrum a infocentrum ČSOP a minizoo s chovem lam alpak, ovcí, králíků, zakrslých koz a včel.

## Galerie

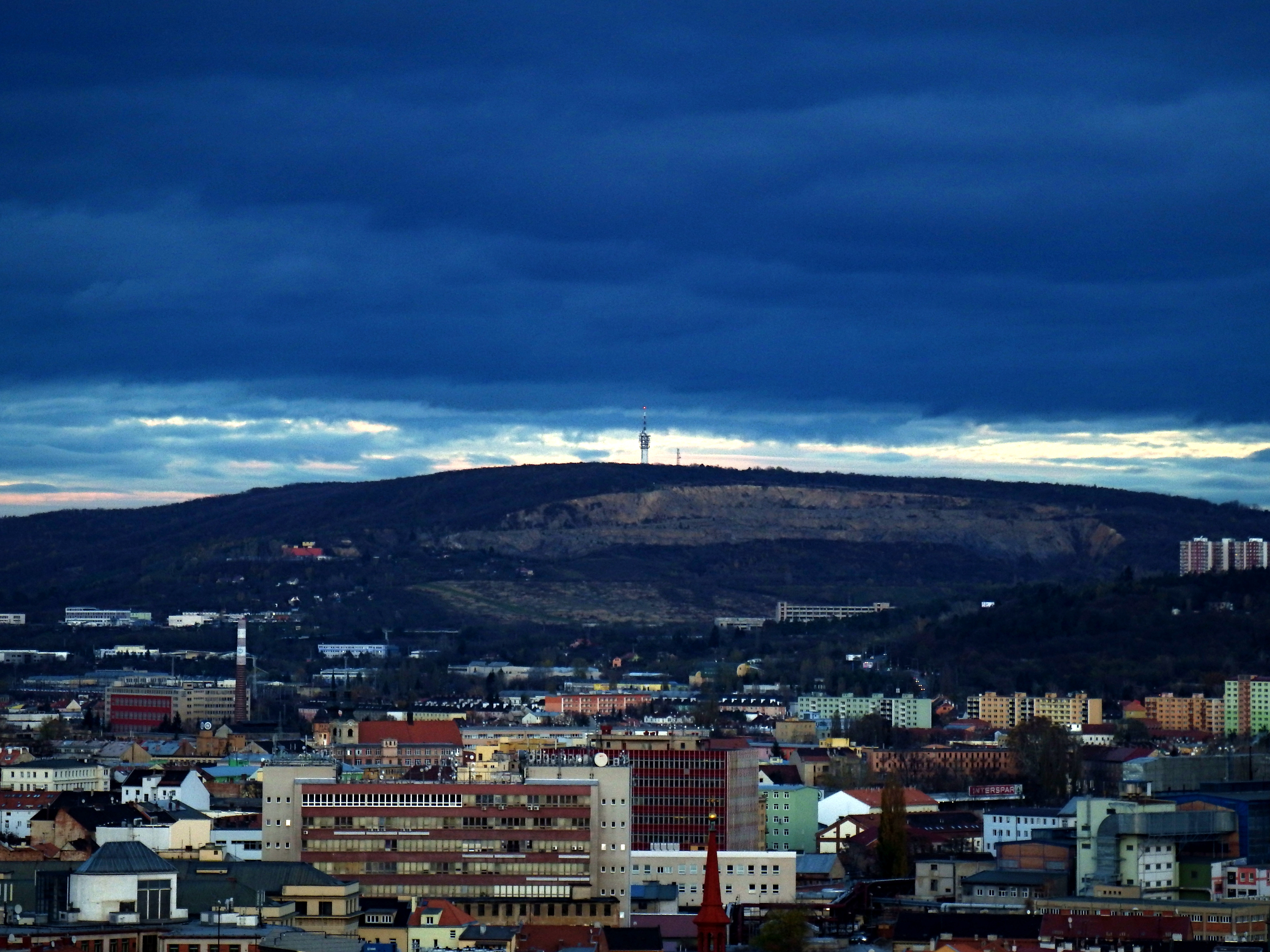
Pohled na Hády z centra Brna
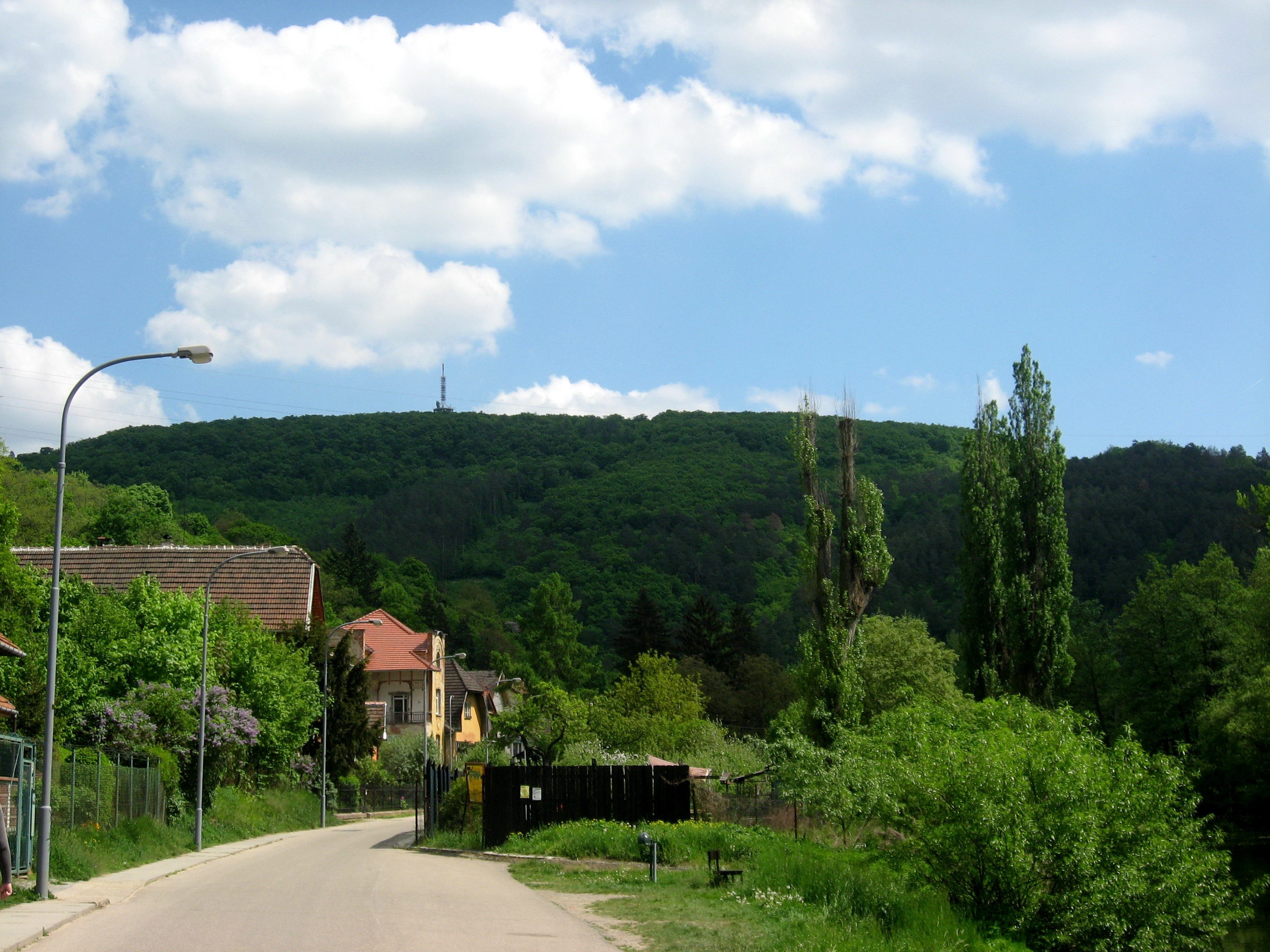
Pohled na Hády od severozápadu
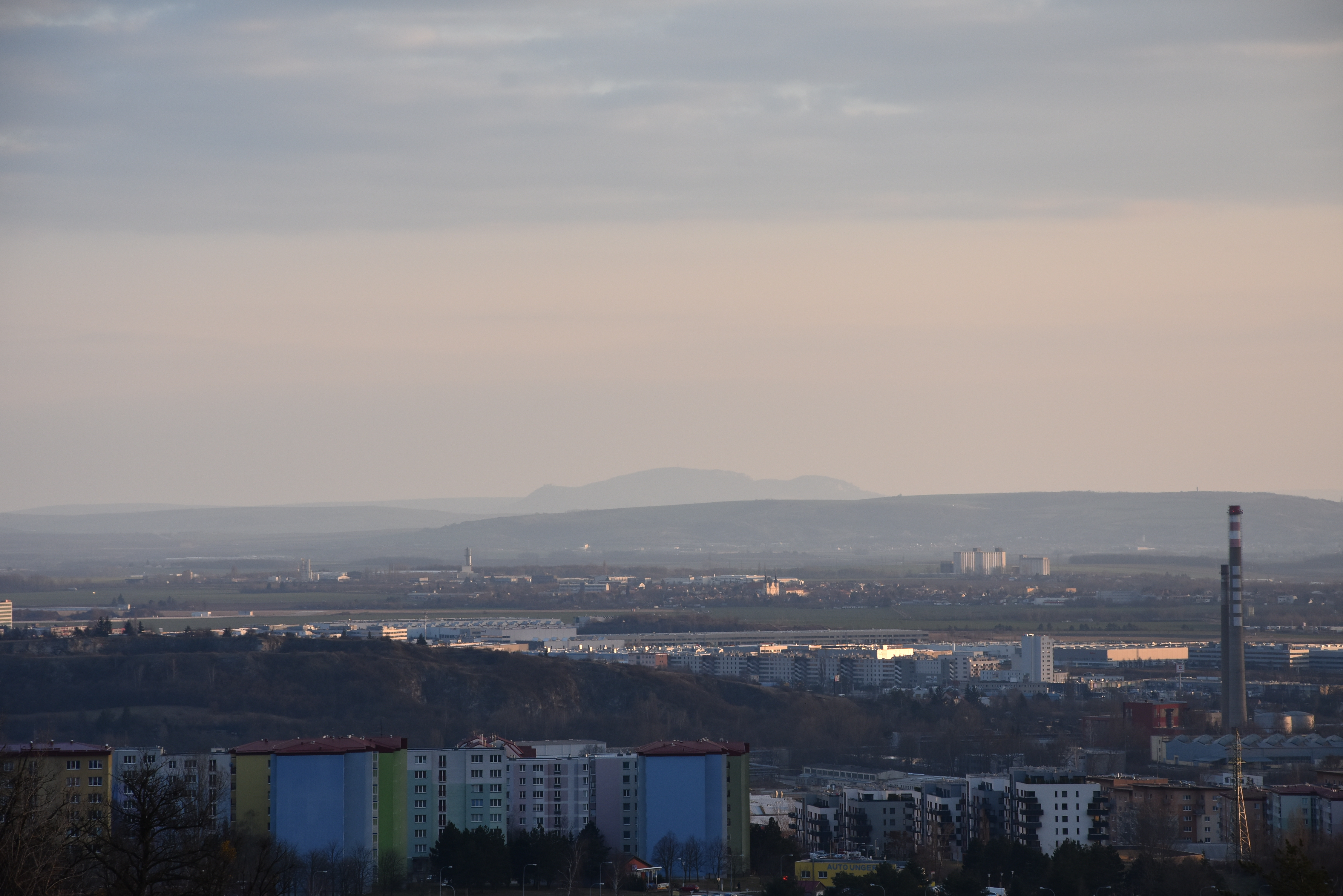
Vyhlídka z Hádů směrem na jih (na obzoru Pavlovské vrchy)
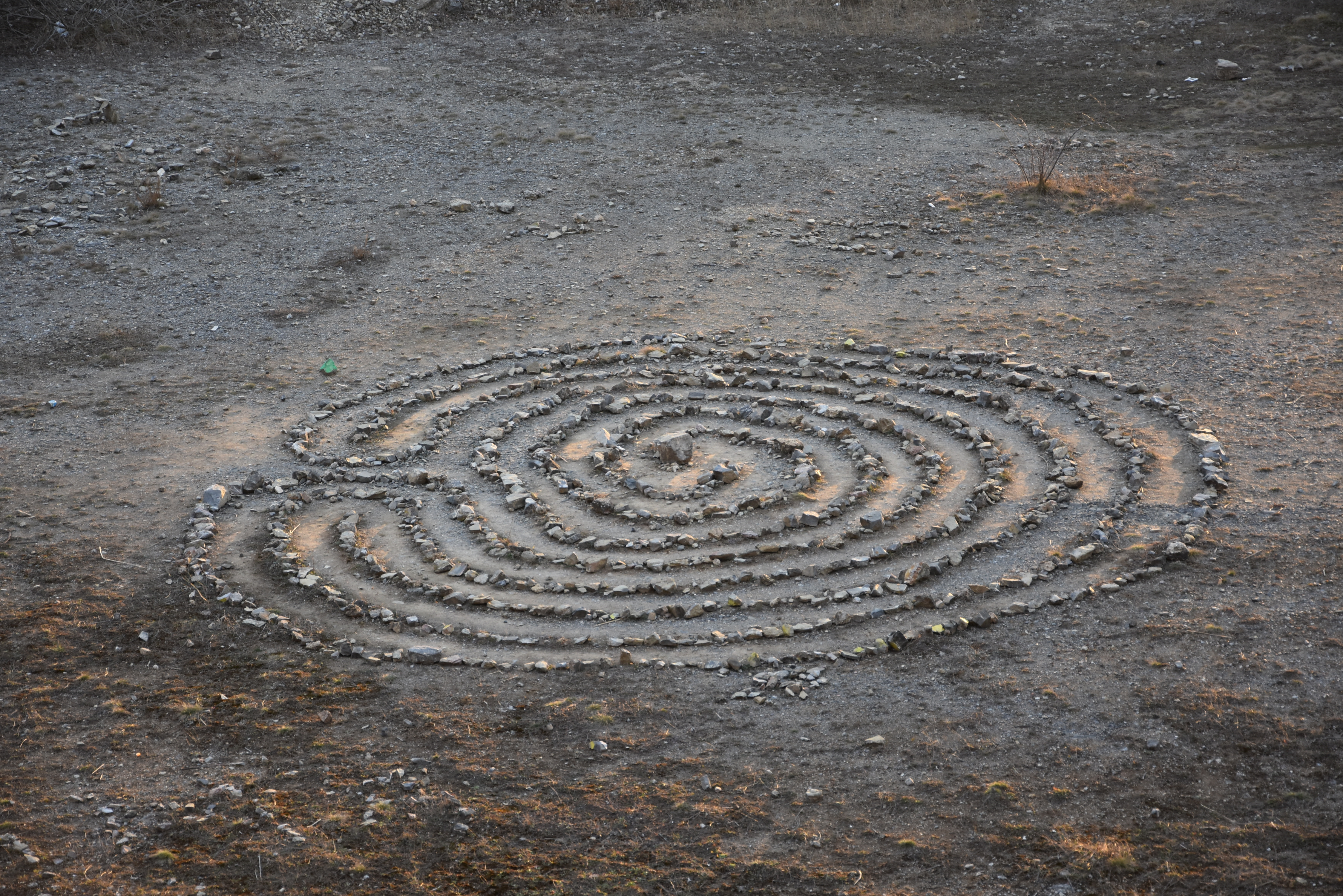
Obrazec sestavený návštěvníky z kamenů v Etážovém lomu
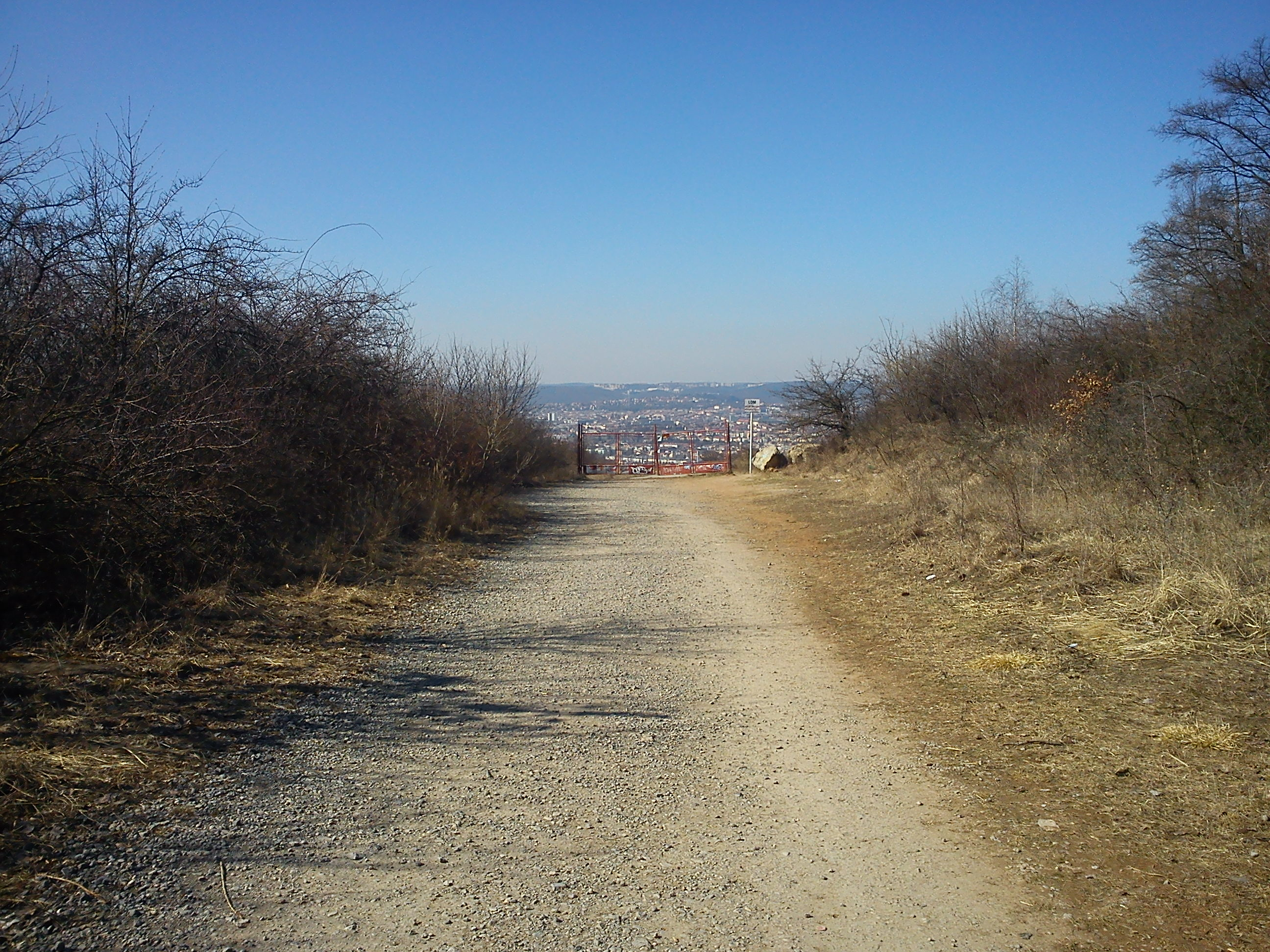
Přístup do lomu od Velké Klajdovky
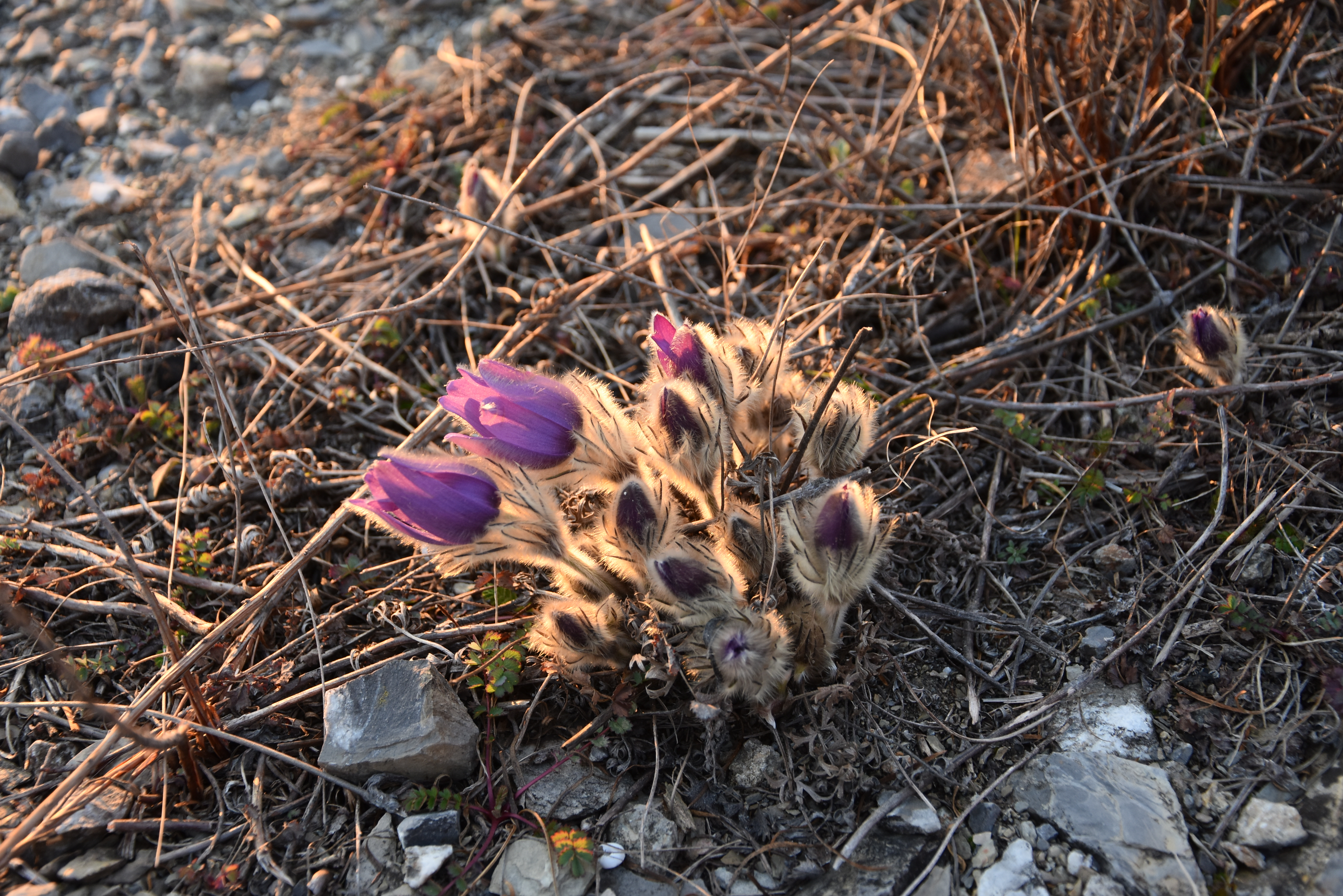
Koniklec velkokvětý na Hádech
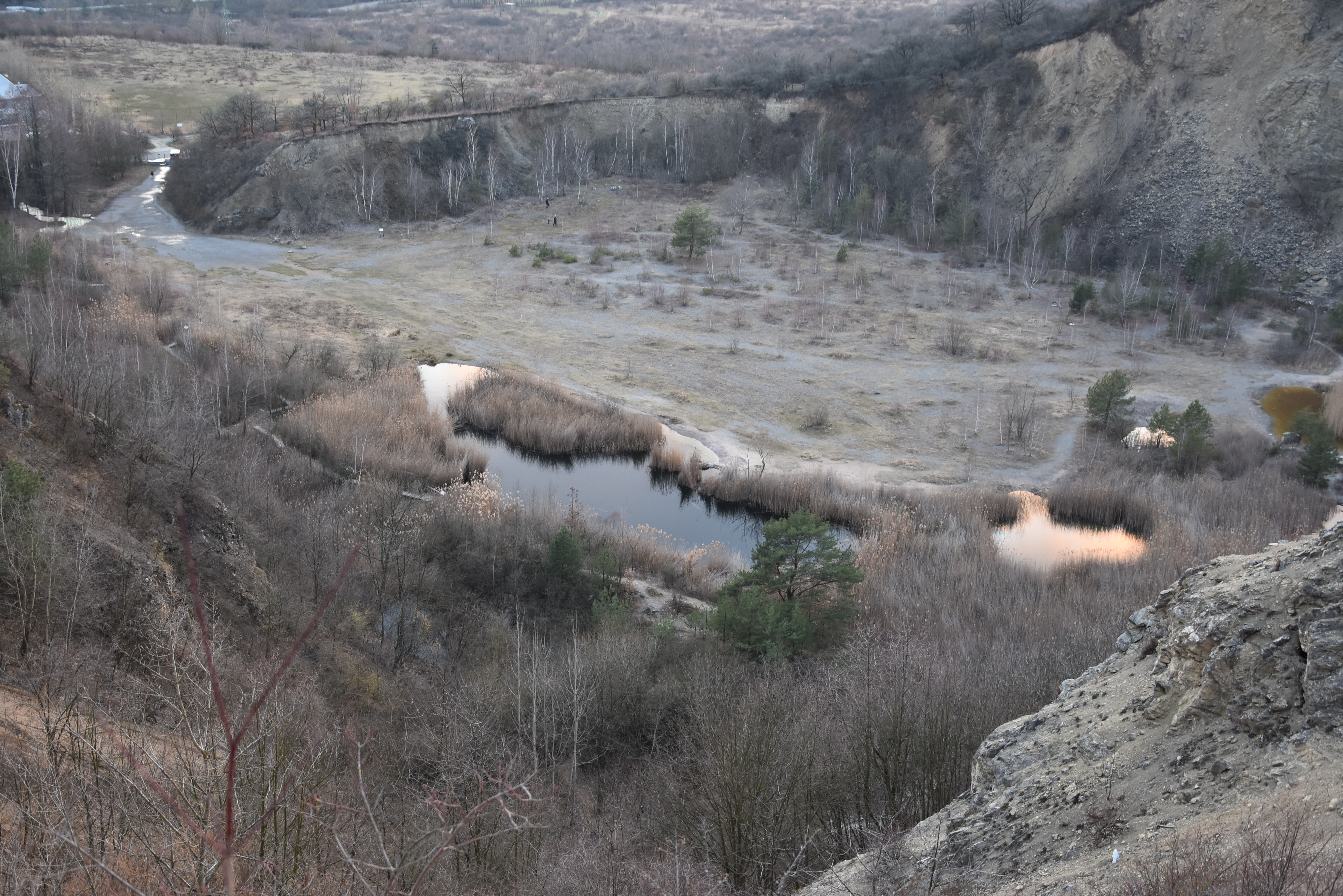
Růženin lom
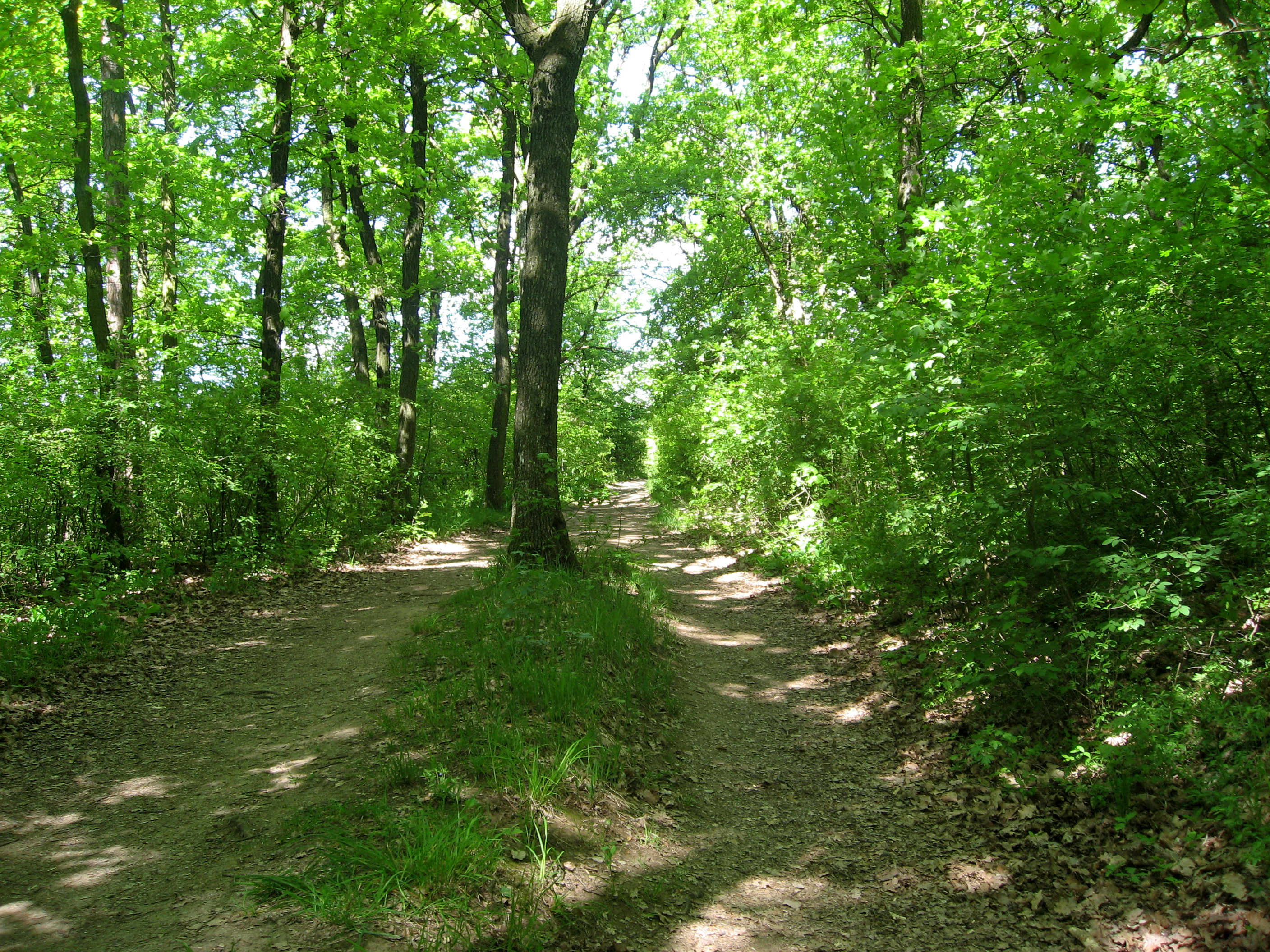
Lesní cesta po vrcholové plošině
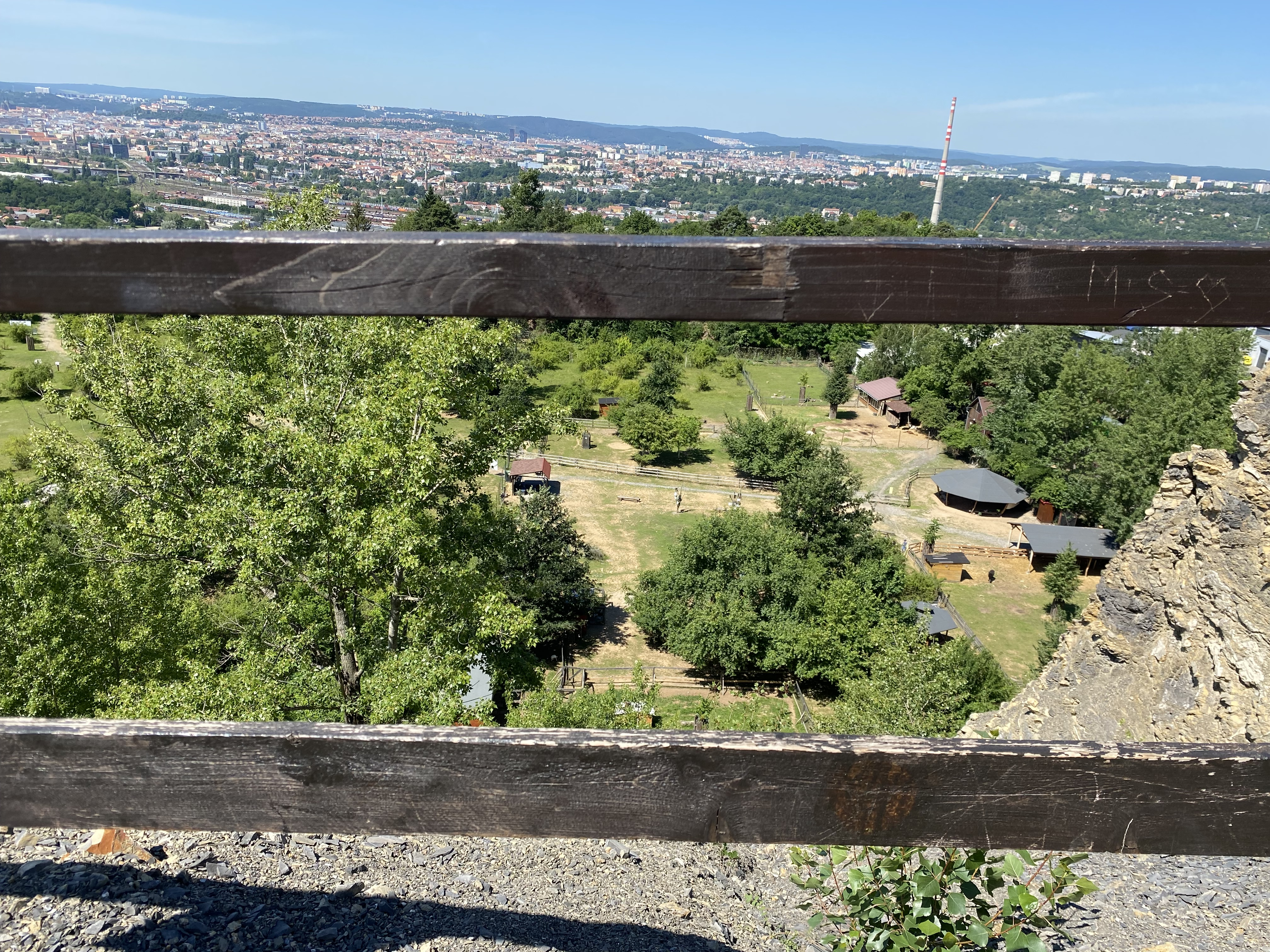
Pohled z vyhlídky do lomu Džungle s Lamacentrem
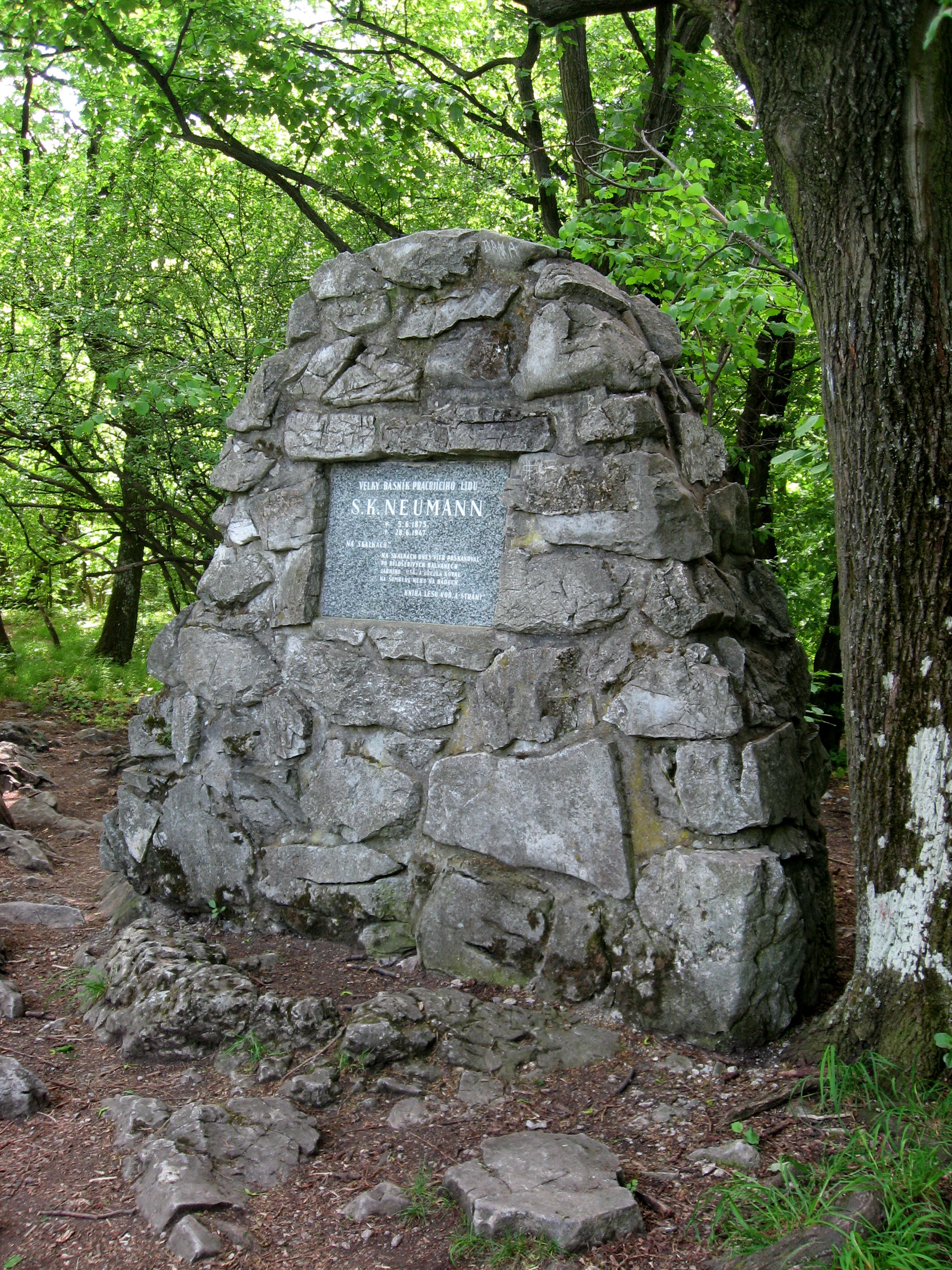
Pomník S. K. Neumanna na severovýchodní straně masivu
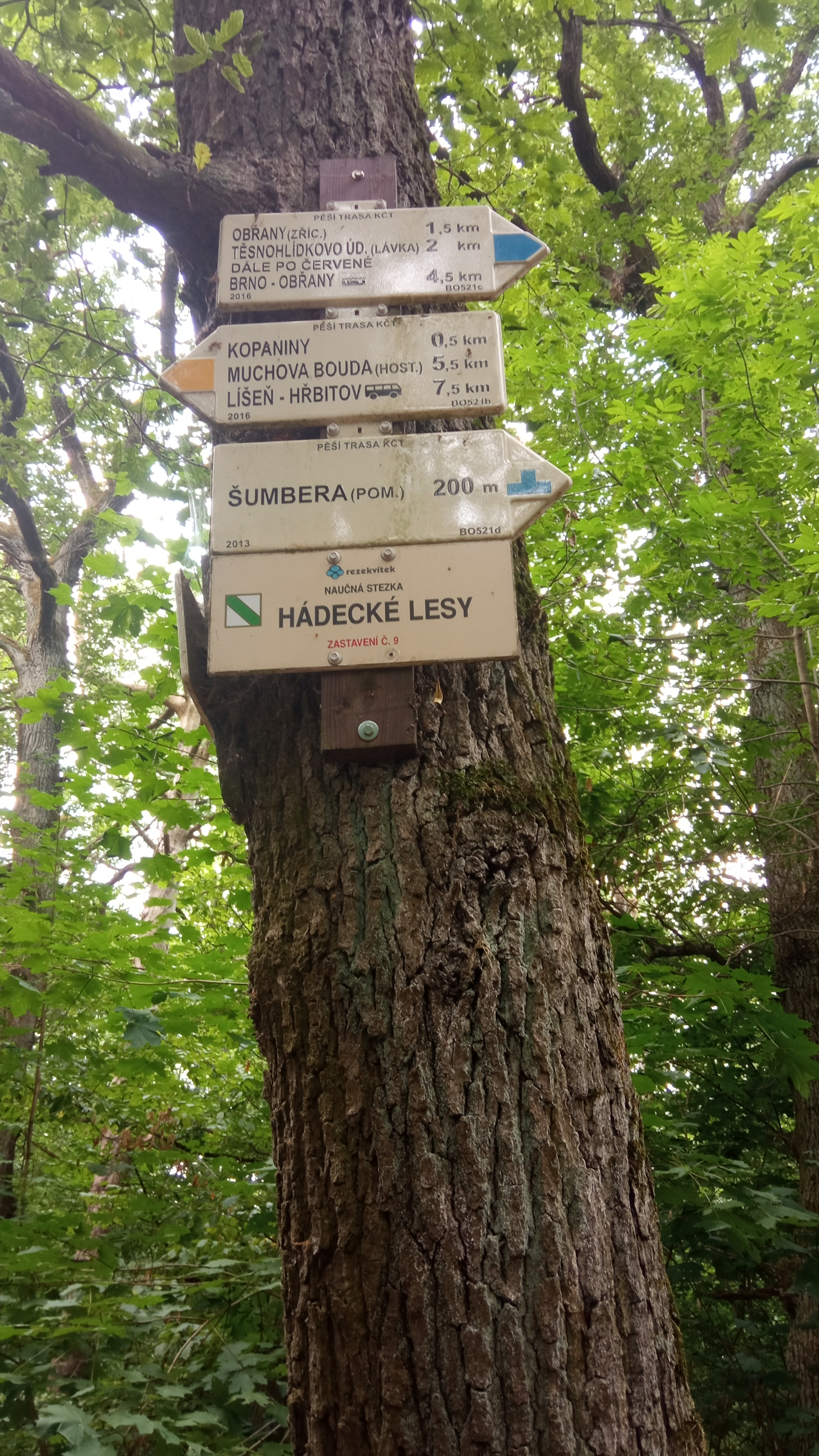
Turistický rozcestník na lesní cestě Šumbeře
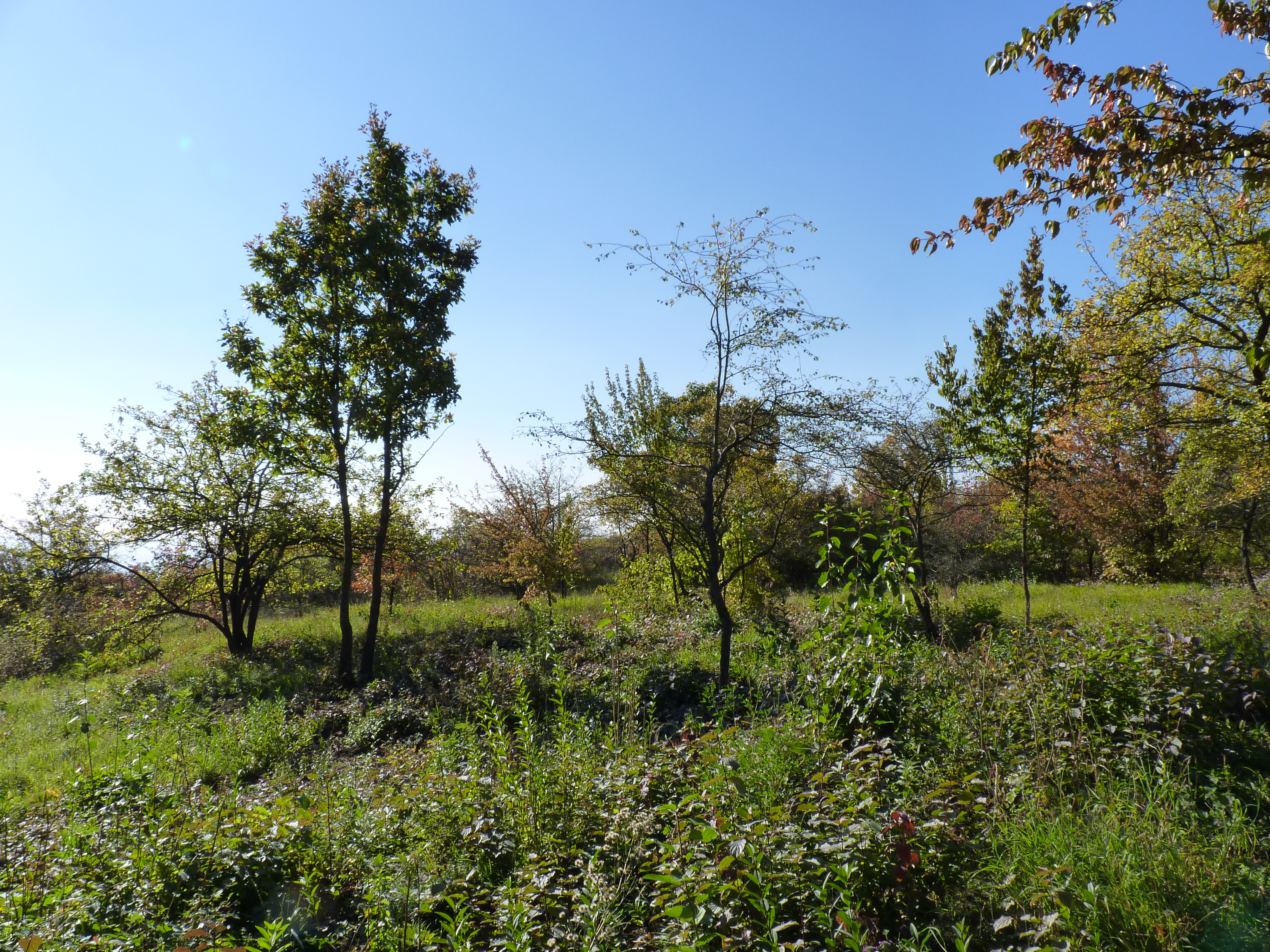
Hádecká planinka